# Ligiidae
Famille
Les Ligiidae sont une famille de crustacés de l'ordre des isopodes.

## Liste des genres
Selon Fauna Europaea (11 sept. 2021) :
- Caucasoligidium
- Ligia
- Ligidium
- Tauroligidium
- Typhloligidium

Selon ITIS (26 avr. 2016) :
- Caucasoligidium Borutzkii, 1950
- Euryligia Verhoeff, 1926
- Ligia Fabricius, 1798
- Ligidioides Wahrberg, 1922
- Ligidium Brandt, 1833
- Stymphalus Budde-Lund, 1885
- Tauroligidium Borutzkii, 1950
- Typhloligidium Verhoeff, 1922